# Maria Ozawa

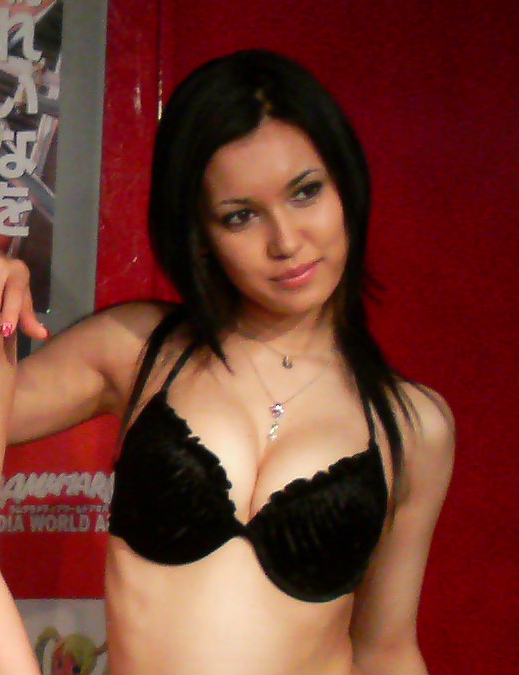
Maria Ozawa bei einer Filmpremiere im Jahr 2007

Maria Ozawa (jap. 小澤マリア, Ōzawa Maria; * 8. Januar 1986) ist eine ehemalige japanische Pornodarstellerin sowie aktive Schauspielerin und ein Model. Außerhalb Japans ist Ozawa vor allem in Taiwan und Indonesien populär. Am Anfang ihrer Karriere benutzte sie das Pseudonym Miyabi (みやび).

## Vor der Karriere
Maria Ozawa wurde auf Hokkaidō, der nördlichsten Hauptinsel Japans, geboren. Ihre Mutter ist Japanerin, ihr Vater stammt aus der französischsprachigen Region Québec in Kanada. Da sie eine internationale Schule besuchte, sieht sie ihre Englischkenntnisse besser als ihre Japanischkenntnisse an. Im Jahr 2002 trat sie zusammen mit dem J-Pop-Duo KinKi Kids in zwei Werbespots für DARS-Schokolade auf.

## Debüt und Arbeit für S1
Maria Ozawa hatte ihren ersten Kontakt zur japanischen Pornoindustrie, als sie sich bei einem Bekannten einige Filme ansah. Daraufhin bewarb sie sich selbst als Darstellerin. Unter dem Pseudonym Miyabi stand sie im Jahr 2005 für Modelaufnahmen bei B-Open und der Webseite shirouto-teien.com vor der Kamera; für die Webseite drehte sie auch einen sogenannten Gonzo-Film, der später auch auf CD und DVD veröffentlicht wurde.
Daraufhin wurde sie von der Produktionsfirma S1 No. 1 Style unter Vertrag genommen. Ihre Premiere feierte sie am 7. Oktober 2005 mit dem Video New Face – Number One Style (新人xギリモザ ナンバーワンスタイル). Ozawa erinnert sich, dass sie während des Drehs zu ihrem ersten Film so aufgeregt war, dass sie dem männlichen Darsteller nicht in die Augen blicken konnte. S1 veröffentlichte bis Februar 2007 etwa einen Film pro Monat mit Maria Ozawa; 2006 gewann der Film Hyper – Barely There Mosaic (ハイパーギリギリモザイク) mit Ozawa und anderen Darstellerinnen wie Sora Aoi, Yua Aida, Yuma Asami, Rin Aoki und Honoka den Preis für den „Bestverkauften AV-Film des Jahres“.

## DAS und andere Studios
Maria Ozawa verließ S1 Anfang 2007 und wechselte mit anderen Darstellerinnen wie Rin Suzuka, Reina Matsushima und Rin Aoki zu der neu entstandenen Produktionsfirma DAS. Am 25. April 2007 erschien der erste Film von Ozawa bei DAS, Beautiful Eurasian News Anchor Maria Ozawa Desiring Nakadashi Rape, welcher auch Vergewaltigungs-, Creampie, Urophilie, sowie BDSM-Szenen enthielt.
Im Juni 2008 wechselte Ozawa zum Studio Ran-maru, das ebenfalls kurz zuvor neu gegründet worden war. Ihr erstes Video unter Ran-maru wurde am 19. Juli 2008 veröffentlicht. Alle Studios, für die Ozawa arbeitete, gehören der größten Produktionsfirma Japans, der Hokuto Corporation an.
Danach erschien Ozawa in verschiedenen Filmen unterschiedlicher Studios, darunter auch in ihrem ersten rein lesbischen Film W Cast Premium Lesbian für die Produktionsfirma LADYxLADY. Weiterhin trat Ozawa auch erstmals in unzensierten Filmen auf.
Im Jahr 2009 war Maria Ozawa in drei Filmen dreier unterschiedlicher Studios im Wettbewerb AV GrandPrix vertreten. Ihr Film Queen of DAS vom gleichnamigen Studio gewann dabei den Preis für das „Beste Gewalt-Video“, der Titel Oral Venus des Studios M's Video Group einen Spezialpreis in der Kategorie „Featured Actress Video category“.
Im Januar 2009 kehrte Ozawa zu DAS zurück und drehte mit Shemale Orgy Gangbang Rape (集団ニューハーフ輪姦乱交レイプ小澤マリア) ihren ersten Film mit transgeschlechtlichen Darstellerinnen; im März 2009 folgte ihr erster Film in der Kategorie „Vergewaltigung durch Tentakel“, Monster Swallowing Ecstasy Maria Ozawa (触獣丸呑みアクメ 小澤マリア) für SOD Studios.

## Andere Aktivitäten
Ozawa spielte eine Nebenrolle in der japanischen Fernsehserie Tokumei Kakarichō Tadano Hitoshi (特命係長・只野仁) auf TV Asahi. Auch in dem taiwanischen Horrorfilm Invitation Only spielte sie eine Nebenrolle; ihre Texte beschränkten sich dabei auf englische und japanische Dialoge, da sie weder Taiwanisch noch Chinesisch spricht.
Neben Pornofilmen erschien Ozawa auch in Photobüchern und veröffentlichte eigene Fanartikel.

## Privatleben
Ozawa unterhält seit Oktober 2005 einen detaillierten Blog über ihr Leben.
In einem Interview im Jahr 2007 berichtete Ozawa, dass ihr Interesse in der japanischen Pornoindustrie immer noch hoch sei und ihre DVD-Sammlung nichts anderes beinhalten würde. Ebenso sagte sie, dass sie sich durch die Pornokarriere umgerechnet etwa 6.000 Euro im Monat verdienen würde und sich somit ein luxuriöses Leben leisten könne. Sie würde diese Karriere nur aufgeben, wenn sie dazu gezwungen würde. Dennoch würde sie anderen von einer Pornokarriere abraten.

Ihre Familie lehne ihren Beruf ab; sie habe ihren Eltern einige ihrer Filme zeigen wollen, doch diese hätten sich geweigert und Ozawa gebeten zu gehen.